# 准噶尔大戟
准噶尔大戟（学名：Euphorbia soongarica）为大戟科大戟属的植物。分布在蒙古、西西伯利亚、中亚以及中国大陆的甘肃、新疆等地，生长于海拔500米至2,000米的地区，多生长于荒漠河谷、低山山坡、盐化草甸和田边路旁较为普遍，目前已由人工引种栽培。

## 异名
- Euphorbia lamprocarpa Prokh.
- Euphorbia soongarica Boiss. ssp. lamprocarpa (Prokh.) Prokh.